# 1969年のワールドシリーズ
1969年の野球において、メジャーリーグベースボール（MLB）優勝決定戦の第66回ワールドシリーズ（英語: 66th World Series）は、10月11日から16日にかけて計5試合が開催された。その結果、ニューヨーク・メッツ（ナショナルリーグ）がボルチモア・オリオールズ（アメリカンリーグ）を4勝1敗で下し、球団創設8年目で初の優勝を果たした。
前年までは両リーグとも、総当たりのレギュラーシーズンで最高勝率を記録した球団がそのままリーグ優勝となり、ワールドシリーズへ進出していた。それがこの年から、東・西2地区に分かれてそれぞれのレギュラーシーズン優勝球団を決めたうえで、その地区優勝球団どうしが5戦3勝制のリーグ優勝決定戦で対戦し、そのシリーズを制した球団がワールドシリーズへ進出する方式に改められた。
レギュラーシーズンで100勝以上を挙げた球団どうしがワールドシリーズで対戦するのは、1942年以来27年ぶり6度目。また、1961年以降のエクスパンションによって創設された球団がシリーズに出場するのも優勝するのも、今回が初めてである。メッツは1962年の創設以来7年間で、リーグ最下位の10位が5度、下から2番目の9位が2度と長らく低迷していた。しかしこの年、初のシーズン勝ち越しを東地区優勝で飾ると、新設のナショナルリーグ優勝決定戦ではアトランタ・ブレーブスを3勝0敗で一蹴し、続いてこのワールドシリーズでも全24球団最高勝率のオリオールズを下した。弱小球団の予想外の快進撃を、人々は "アメイジング・メッツ"（Amazin' Mets、「驚異のメッツ」）や "ミラクル・メッツ"（Miracle Mets、「奇跡のメッツ」）と称した。シリーズMVPには、第2戦と第4戦で先制のソロ本塁打を放つなど、4試合で打率.357・3本塁打・4打点・OPS 1.509という成績を残したメッツのドン・クレンデノンが選出された。レギュラーシーズン途中で移籍してきた選手の同賞受賞は、賞創設15年目でクレンデノンが初である。
この年のアメリカ合衆国のプロスポーツにおいて、ニューヨーク州ニューヨークのチームがメリーランド州ボルチモアのチームにポストシーズンで勝利するのは、今シリーズが3度目だった。1月にはアメリカンフットボールのNFL・AFLスーパーボウルでニューヨーク・ジェッツがボルチモア・コルツに勝利し優勝、4月にはバスケットボールのNBAプレイオフ1回戦でニューヨーク・ニックスがボルチモア・ブレッツを下していた。2年後のNBAプレイオフでブレッツがニックスに勝利した際、ブレッツのケビン・ローアリーは「知っておかなきゃいけないのは、ボルチモアはニューヨークに常に敗れてきたということだ。俺らはニックスに勝てず、コルツはジェッツに勝てず、そしてオリオールズはメッツに勝てなかった」と言及している。

## 試合結果
1969年のワールドシリーズは10月11日に開幕し、途中に移動日を挟んで6日間で5試合が行われた。日程・結果は以下の通り。
| 日付                                                     | 試合  | ビジター球団（先攻）     | スコア | ホーム球団（後攻）       | 開催球場               | 開催球場                                       |
| -------------------------------------------------------- | ----- | ------------------------ | ------ | ------------------------ | ---------------------- | ---------------------------------------------- |
| 10月11日（土）                                           | 第1戦 | ニューヨーク・メッツ     | 1－4   | ボルチモア・オリオールズ | メモリアル・スタジアム | メモリアル・ · スタジアムシェイ・ · スタジアム |
| 10月12日（日）                                           | 第2戦 | ニューヨーク・メッツ     | 2－1   | ボルチモア・オリオールズ | メモリアル・スタジアム | メモリアル・ · スタジアムシェイ・ · スタジアム |
| 10月13日（月）                                           |       | 移動日                   | 移動日 | 移動日                   |                        | メモリアル・ · スタジアムシェイ・ · スタジアム |
| 10月14日（火）                                           | 第3戦 | ボルチモア・オリオールズ | 0－5   | ニューヨーク・メッツ     | シェイ・スタジアム     | メモリアル・ · スタジアムシェイ・ · スタジアム |
| 10月15日（水）                                           | 第4戦 | ボルチモア・オリオールズ | 1－2x  | ニューヨーク・メッツ     | シェイ・スタジアム     | メモリアル・ · スタジアムシェイ・ · スタジアム |
| 10月16日（木）                                           | 第5戦 | ボルチモア・オリオールズ | 3－5   | ニューヨーク・メッツ     | シェイ・スタジアム     | メモリアル・ · スタジアムシェイ・ · スタジアム |
| 優勝：ニューヨーク・メッツ（4勝1敗 / 球団創設8年目で初） |       |                          |        |                          |                        | メモリアル・ · スタジアムシェイ・ · スタジアム |

### 第1戦 10月11日
- メモリアル・スタジアム（メリーランド州ボルチモア）

|                          | 1 | 2 | 3 | 4 | 5 | 6 | 7 | 8 | 9 | R | H | E |
| ------------------------ | - | - | - | - | - | - | - | - | - | - | - | - |
| ニューヨーク・メッツ     | 0 | 0 | 0 | 0 | 0 | 0 | 1 | 0 | 0 | 1 | 6 | 1 |
| ボルチモア・オリオールズ | 1 | 0 | 0 | 3 | 0 | 0 | 0 | 0 | X | 4 | 6 | 0 |

1. 勝利：マイク・クェイヤー（1勝）
2. 敗戦：トム・シーバー（1敗）
3. 本塁打
BAL：ドン・ビュフォード1号ソロ
4. 審判
［球審］ハンク・ソアー（AL）
［塁審］一塁: フランク・セコリー（NL）、二塁: ラリー・ナップ（AL）、三塁: シャグ・クロフォード（NL）
［外審］左翼: ルー・ディミュロ（AL）、右翼: リー・ウェイヤー（NL）
5. 昼間試合  試合時間: 2時間13分  観客: 5万429人
詳細: MLB.com Gameday / Baseball-Reference.com

| ニューヨーク・メッツ | ニューヨーク・メッツ | ニューヨーク・メッツ | ニューヨーク・メッツ | ニューヨーク・メッツ                                                                                             | ボルチモア・オリオールズ | ボルチモア・オリオールズ | ボルチモア・オリオールズ | ボルチモア・オリオールズ | ボルチモア・オリオールズ                                                                                                |
| -------------------- | -------------------- | -------------------- | -------------------- | --- | ------------------------ | ------------------------ | ------------------------ | ------------------------ | --- |
| 打順                 | 守備                 | 選手                 | 打席                 | T・シーバーJ・グロートD・クレン · デノンA・ワイスE・チャールズB・ハレルソンC・ジョーンズT・エイジーR・スウォボダ | 打順                     | 守備                     | 選手                     | 打席                     | M・クェイヤーE・ヘンドリックスB・パウエルD・ジョンソンB・ロビンソンM・ベランガーD・ビュフォードP・ブレアーF・ロビンソン |
| 1                    | 中                   | T・エイジー          | 右                   | T・シーバーJ・グロートD・クレン · デノンA・ワイスE・チャールズB・ハレルソンC・ジョーンズT・エイジーR・スウォボダ | 1                        | 左                       | D・ビュフォード          | 両                       | M・クェイヤーE・ヘンドリックスB・パウエルD・ジョンソンB・ロビンソンM・ベランガーD・ビュフォードP・ブレアーF・ロビンソン |
| 2                    | 遊                   | B・ハレルソン        | 両                   | T・シーバーJ・グロートD・クレン · デノンA・ワイスE・チャールズB・ハレルソンC・ジョーンズT・エイジーR・スウォボダ | 2                        | 中                       | P・ブレアー              | 右                       | M・クェイヤーE・ヘンドリックスB・パウエルD・ジョンソンB・ロビンソンM・ベランガーD・ビュフォードP・ブレアーF・ロビンソン |
| 3                    | 左                   | C・ジョーンズ        | 右                   | T・シーバーJ・グロートD・クレン · デノンA・ワイスE・チャールズB・ハレルソンC・ジョーンズT・エイジーR・スウォボダ | 3                        | 右                       | F・ロビンソン            | 右                       | M・クェイヤーE・ヘンドリックスB・パウエルD・ジョンソンB・ロビンソンM・ベランガーD・ビュフォードP・ブレアーF・ロビンソン |
| 4                    | 一                   | D・クレンデノン      | 右                   | T・シーバーJ・グロートD・クレン · デノンA・ワイスE・チャールズB・ハレルソンC・ジョーンズT・エイジーR・スウォボダ | 4                        | 一                       | B・パウエル              | 左                       | M・クェイヤーE・ヘンドリックスB・パウエルD・ジョンソンB・ロビンソンM・ベランガーD・ビュフォードP・ブレアーF・ロビンソン |
| 5                    | 右                   | R・スウォボダ        | 右                   | T・シーバーJ・グロートD・クレン · デノンA・ワイスE・チャールズB・ハレルソンC・ジョーンズT・エイジーR・スウォボダ | 5                        | 三                       | B・ロビンソン            | 右                       | M・クェイヤーE・ヘンドリックスB・パウエルD・ジョンソンB・ロビンソンM・ベランガーD・ビュフォードP・ブレアーF・ロビンソン |
| 6                    | 三                   | E・チャールズ        | 右                   | T・シーバーJ・グロートD・クレン · デノンA・ワイスE・チャールズB・ハレルソンC・ジョーンズT・エイジーR・スウォボダ | 6                        | 捕                       | E・ヘンドリックス        | 左                       | M・クェイヤーE・ヘンドリックスB・パウエルD・ジョンソンB・ロビンソンM・ベランガーD・ビュフォードP・ブレアーF・ロビンソン |
| 7                    | 捕                   | J・グロート          | 右                   | T・シーバーJ・グロートD・クレン · デノンA・ワイスE・チャールズB・ハレルソンC・ジョーンズT・エイジーR・スウォボダ | 7                        | 二                       | D・ジョンソン            | 右                       | M・クェイヤーE・ヘンドリックスB・パウエルD・ジョンソンB・ロビンソンM・ベランガーD・ビュフォードP・ブレアーF・ロビンソン |
| 8                    | 二                   | A・ワイス            | 両                   | T・シーバーJ・グロートD・クレン · デノンA・ワイスE・チャールズB・ハレルソンC・ジョーンズT・エイジーR・スウォボダ | 8                        | 遊                       | M・ベランガー            | 右                       | M・クェイヤーE・ヘンドリックスB・パウエルD・ジョンソンB・ロビンソンM・ベランガーD・ビュフォードP・ブレアーF・ロビンソン |
| 9                    | 投                   | T・シーバー          | 右                   | T・シーバーJ・グロートD・クレン · デノンA・ワイスE・チャールズB・ハレルソンC・ジョーンズT・エイジーR・スウォボダ | 9                        | 投                       | M・クェイヤー            | 左                       | M・クェイヤーE・ヘンドリックスB・パウエルD・ジョンソンB・ロビンソンM・ベランガーD・ビュフォードP・ブレアーF・ロビンソン |
| 先発投手             | 先発投手             | 先発投手             | 投球                 | T・シーバーJ・グロートD・クレン · デノンA・ワイスE・チャールズB・ハレルソンC・ジョーンズT・エイジーR・スウォボダ | 先発投手                 | 先発投手                 | 先発投手                 | 投球                     | M・クェイヤーE・ヘンドリックスB・パウエルD・ジョンソンB・ロビンソンM・ベランガーD・ビュフォードP・ブレアーF・ロビンソン |
| T・シーバー          | T・シーバー          | T・シーバー          | 右                   | T・シーバーJ・グロートD・クレン · デノンA・ワイスE・チャールズB・ハレルソンC・ジョーンズT・エイジーR・スウォボダ | M・クェイヤー            | M・クェイヤー            | M・クェイヤー            | 左                       | M・クェイヤーE・ヘンドリックスB・パウエルD・ジョンソンB・ロビンソンM・ベランガーD・ビュフォードP・ブレアーF・ロビンソン |

オリオールズは主力選手の多くが3年前にもワールドシリーズを経験しているのに対し、メッツの選手のほとんどはこれがワールドシリーズ初出場だった。試合前、メッツのクラブハウスは、ドン・クレンデノンが「死体安置所みたい」と言うほど重い空気に包まれていた。一方のオリオールズは、メッツばかりが持て囃されている状況に闘志をかき立てていた。
この日の先発投手は、オリオールズがマイク・クェイヤー、メッツがトム・シーバー。両投手とも今シリーズ終了後に、それぞれのリーグでサイ・ヤング賞を受賞することになる。その年の同賞受賞予定者どうしがシリーズで先発として投げ合うのは、前年の第1戦と第4戦以来、これが3度目である。オリオールズは初回裏、先頭打者ドン・ビュフォードがシーバーの2球目を捉え、右翼手ロン・スウォボダの頭上を越す先制本塁打とした。ワールドシリーズの初戦・初回先頭打者本塁打は史上初だった。スウォボダが遊撃手バド・ハレルソンから聞いた話によると、ビュフォードは二塁を回る際にハレルソンへ「まだまだお楽しみはこれからだぜ」と声をかけたという。オリオールズは4回裏にも、二死無走者から安打と四球で一・二塁とし、8番マーク・ベランガー→9番クェイヤー→1番ビュフォードの3連続適時打で3点を加えた。シーバーは5回裏を終えたところで降板に追い込まれた。数日前の練習中に脚を痛めたこともあって、登板間のルーティーンである走り込みができておらず、降板後には「ガス欠だ」と話した。クレンデノンも、この日のシーバーは普段の25％しか実力を発揮できていなかったと述べた。オリオールズの先発投手クェイヤーは7回表に一死満塁の危機を招き、8番アル・ワイスの犠牲フライで1点を返される。さらに二死一・二塁から、代打ロッド・ガスパーが三塁線へゴロを放った。内野安打になりそうな打球だったが、三塁手ブルックス・ロビンソンが素早い処理で一塁へ送球してアウトとし、メッツの反撃を断った。クェイヤーは8回以降も続投し、完投勝利を挙げた。
今シリーズの全米テレビ中継で実況を務めたカート・ガウディの息子は、2019年にジム・パーマーと会食した。そのときパーマーは今シリーズについて、オリオールズが初戦終了の段階で4連勝の "スウィープ" も視野に入れるほど自信過剰になっていた、と振り返ったという。その一方、シーバーもこの試合では敗戦投手になったが、試合後「オリオールズは、昔のヤンキースのようなスーパーチームかと思っていた。でも今日の試合で、十分戦えることがわかった」と自信を得ていた。メッツの三塁手エド・チャールズは、マイナーリーグ時代から面識のあるオリオールズ投手コーチのジョージ・バンバーガーに「今年最後の勝利、せいぜい楽しんでおけよ」と声をかけた。この「今年最後の勝利」というチャールズの言葉が、5日後に現実のものとなる。

### 第2戦 10月12日
- メモリアル・スタジアム（メリーランド州ボルチモア）

|                          | 1 | 2 | 3 | 4 | 5 | 6 | 7 | 8 | 9 | R | H | E |
| ------------------------ | - | - | - | - | - | - | - | - | - | - | - | - |
| ニューヨーク・メッツ     | 0 | 0 | 0 | 1 | 0 | 0 | 0 | 0 | 1 | 2 | 6 | 0 |
| ボルチモア・オリオールズ | 0 | 0 | 0 | 0 | 0 | 0 | 1 | 0 | 0 | 1 | 2 | 0 |

1. 勝利：ジェリー・クーズマン（1勝）
2. セーブ：ロン・テイラー（1S）
3. 敗戦：デーブ・マクナリー（1敗）
4. 本塁打
NYM：ドン・クレンデノン1号ソロ
5. 審判
［球審］フランク・セコリー（NL）
［塁審］一塁: ラリー・ナップ（AL）、二塁: シャグ・クロフォード（NL）、三塁: ルー・ディミュロ（AL）
［外審］左翼: リー・ウェイヤー（NL）、右翼: ハンク・ソアー（AL）
6. 昼間試合  試合時間: 2時間20分  観客: 5万850人
詳細: MLB.com Gameday / Baseball-Reference.com

| ニューヨーク・メッツ | ニューヨーク・メッツ | ニューヨーク・メッツ | ニューヨーク・メッツ | ニューヨーク・メッツ                                                                                               | ボルチモア・オリオールズ | ボルチモア・オリオールズ | ボルチモア・オリオールズ | ボルチモア・オリオールズ | ボルチモア・オリオールズ                                                                                              |
| -------------------- | -------------------- | -------------------- | -------------------- | --- | ------------------------ | ------------------------ | ------------------------ | ------------------------ | --- |
| 打順                 | 守備                 | 選手                 | 打席                 | J・クーズマンJ・グロートD・クレン · デノンA・ワイスE・チャールズB・ハレルソンC・ジョーンズT・エイジーR・スウォボダ | 打順                     | 守備                     | 選手                     | 打席                     | D・マクナリーA・エチェバレンB・パウエルD・ジョンソンB・ロビンソンM・ベランガーD・ビュフォードP・ブレアーF・ロビンソン |
| 1                    | 中                   | T・エイジー          | 右                   | J・クーズマンJ・グロートD・クレン · デノンA・ワイスE・チャールズB・ハレルソンC・ジョーンズT・エイジーR・スウォボダ | 1                        | 左                       | D・ビュフォード          | 両                       | D・マクナリーA・エチェバレンB・パウエルD・ジョンソンB・ロビンソンM・ベランガーD・ビュフォードP・ブレアーF・ロビンソン |
| 2                    | 遊                   | B・ハレルソン        | 両                   | J・クーズマンJ・グロートD・クレン · デノンA・ワイスE・チャールズB・ハレルソンC・ジョーンズT・エイジーR・スウォボダ | 2                        | 中                       | P・ブレアー              | 右                       | D・マクナリーA・エチェバレンB・パウエルD・ジョンソンB・ロビンソンM・ベランガーD・ビュフォードP・ブレアーF・ロビンソン |
| 3                    | 左                   | C・ジョーンズ        | 右                   | J・クーズマンJ・グロートD・クレン · デノンA・ワイスE・チャールズB・ハレルソンC・ジョーンズT・エイジーR・スウォボダ | 3                        | 右                       | F・ロビンソン            | 右                       | D・マクナリーA・エチェバレンB・パウエルD・ジョンソンB・ロビンソンM・ベランガーD・ビュフォードP・ブレアーF・ロビンソン |
| 4                    | 一                   | D・クレンデノン      | 右                   | J・クーズマンJ・グロートD・クレン · デノンA・ワイスE・チャールズB・ハレルソンC・ジョーンズT・エイジーR・スウォボダ | 4                        | 一                       | B・パウエル              | 左                       | D・マクナリーA・エチェバレンB・パウエルD・ジョンソンB・ロビンソンM・ベランガーD・ビュフォードP・ブレアーF・ロビンソン |
| 5                    | 右                   | R・スウォボダ        | 右                   | J・クーズマンJ・グロートD・クレン · デノンA・ワイスE・チャールズB・ハレルソンC・ジョーンズT・エイジーR・スウォボダ | 5                        | 三                       | B・ロビンソン            | 右                       | D・マクナリーA・エチェバレンB・パウエルD・ジョンソンB・ロビンソンM・ベランガーD・ビュフォードP・ブレアーF・ロビンソン |
| 6                    | 三                   | E・チャールズ        | 右                   | J・クーズマンJ・グロートD・クレン · デノンA・ワイスE・チャールズB・ハレルソンC・ジョーンズT・エイジーR・スウォボダ | 6                        | 二                       | D・ジョンソン            | 右                       | D・マクナリーA・エチェバレンB・パウエルD・ジョンソンB・ロビンソンM・ベランガーD・ビュフォードP・ブレアーF・ロビンソン |
| 7                    | 捕                   | J・グロート          | 右                   | J・クーズマンJ・グロートD・クレン · デノンA・ワイスE・チャールズB・ハレルソンC・ジョーンズT・エイジーR・スウォボダ | 7                        | 捕                       | A・エチェバレン          | 右                       | D・マクナリーA・エチェバレンB・パウエルD・ジョンソンB・ロビンソンM・ベランガーD・ビュフォードP・ブレアーF・ロビンソン |
| 8                    | 二                   | A・ワイス            | 両                   | J・クーズマンJ・グロートD・クレン · デノンA・ワイスE・チャールズB・ハレルソンC・ジョーンズT・エイジーR・スウォボダ | 8                        | 遊                       | M・ベランガー            | 右                       | D・マクナリーA・エチェバレンB・パウエルD・ジョンソンB・ロビンソンM・ベランガーD・ビュフォードP・ブレアーF・ロビンソン |
| 9                    | 投                   | J・クーズマン        | 右                   | J・クーズマンJ・グロートD・クレン · デノンA・ワイスE・チャールズB・ハレルソンC・ジョーンズT・エイジーR・スウォボダ | 9                        | 投                       | D・マクナリー            | 右                       | D・マクナリーA・エチェバレンB・パウエルD・ジョンソンB・ロビンソンM・ベランガーD・ビュフォードP・ブレアーF・ロビンソン |
| 先発投手             | 先発投手             | 先発投手             | 投球                 | J・クーズマンJ・グロートD・クレン · デノンA・ワイスE・チャールズB・ハレルソンC・ジョーンズT・エイジーR・スウォボダ | 先発投手                 | 先発投手                 | 先発投手                 | 投球                     | D・マクナリーA・エチェバレンB・パウエルD・ジョンソンB・ロビンソンM・ベランガーD・ビュフォードP・ブレアーF・ロビンソン |
| J・クーズマン        | J・クーズマン        | J・クーズマン        | 左                   | J・クーズマンJ・グロートD・クレン · デノンA・ワイスE・チャールズB・ハレルソンC・ジョーンズT・エイジーR・スウォボダ | D・マクナリー            | D・マクナリー            | D・マクナリー            | 左                       | D・マクナリーA・エチェバレンB・パウエルD・ジョンソンB・ロビンソンM・ベランガーD・ビュフォードP・ブレアーF・ロビンソン |

この日の試合前、メッツのクラブハウスの空気は前日と一変していた。ドン・クレンデノンによれば、前日は重苦しい雰囲気だったのが、この日はジョークが飛び交ういつも通りの光景になっていたという。
この日は両チームの先発投手、オリオールズのデーブ・マクナリーとメッツのジェリー・クーズマンが、いずれも最初の3イニングを無失点に封じた。4回表、メッツが先頭打者クレンデノンの本塁打で先制点を奪った。クーズマンは2回裏に6番デービー・ジョンソンを四球で歩かせた以外、6回終了までひとりの走者も許さなかった。7回表、オリオールズ先頭の2番ポール・ブレアーが左前打で出塁し、クーズマンの無安打投球が途切れた。二死後、5番ブルックス・ロビンソンの打席でブレアーが盗塁を成功させ、二塁へ進む。その直後にB・ロビンソンが中前打でブレアーを還し、オリオールズが同点に追いついた。B・ロビンソンはこの年のオールスターゲームでクーズマンと対戦経験があり「あのときは3球三振だったから、その二の舞は避けたかった」と述べた。
両先発投手とも、その後も投げ続けた。9回表、マクナリーは先頭から2打者を打ち取ったあと、6番エド・チャールズに左前打を許す。次打者ジェリー・グロートがヒットエンドランを成功させ、勝ち越しの走者チャールズは三塁に達した。8番アル・ワイスは初球を左前へ運び、チャールズが勝ち越しのホームを踏んだ。ワイスはこの年のレギュラーシーズンでは打率.215と低迷しており、この一打について「守備でチームを勝たせることはあるかもしれないと思ってたが、打撃で勝たせられるとは思ってなかった」と自身でも驚いていた。その裏、クーズマンは二死から3番フランク・ロビンソンと4番ブーグ・パウエルを続けて歩かせ、サヨナラの走者を出塁させる。ここでメッツはクーズマンからロン・テイラーに継投し、5番B・ロビンソンを三ゴロに仕留めて勝利を決めた。

### 第3戦 10月14日
- シェイ・スタジアム（ニューヨーク州ニューヨーク市クイーンズ区）

|                          | 1 | 2 | 3 | 4 | 5 | 6 | 7 | 8 | 9 | R | H | E |
| ------------------------ | - | - | - | - | - | - | - | - | - | - | - | - |
| ボルチモア・オリオールズ | 0 | 0 | 0 | 0 | 0 | 0 | 0 | 0 | 0 | 0 | 4 | 1 |
| ニューヨーク・メッツ     | 1 | 2 | 0 | 0 | 0 | 1 | 0 | 1 | X | 5 | 6 | 0 |

1. 勝利：ゲイリー・ジェントリー（1勝）
2. セーブ：ノーラン・ライアン（1S）
3. 敗戦：ジム・パーマー（1敗）
4. 本塁打
NYM：トミー・エイジー1号ソロ、エド・クレインプール1号ソロ
5. 審判
［球審］ラリー・ナップ（AL）
［塁審］一塁: シャグ・クロフォード（NL）、二塁: ルー・ディミュロ（AL）、三塁: リー・ウェイヤー（NL）
［外審］左翼: ハンク・ソアー（AL）、右翼: フランク・セコリー（NL）
6. 昼間試合  試合時間: 2時間23分  観客: 5万6335人
詳細: MLB.com Gameday / Baseball-Reference.com

| ボルチモア・オリオールズ | ボルチモア・オリオールズ | ボルチモア・オリオールズ | ボルチモア・オリオールズ | ボルチモア・オリオールズ                                                                                              | ニューヨーク・メッツ | ニューヨーク・メッツ | ニューヨーク・メッツ | ニューヨーク・メッツ | ニューヨーク・メッツ |
| ------------------------ | ------------------------ | ------------------------ | ------------------------ | --- | -------------------- | -------------------- | -------------------- | -------------------- | --- |
| 打順                     | 守備                     | 選手                     | 打席                     | J・パーマーE・ヘンドリックスB・パウエルD・ジョンソンB・ロビンソンM・ベランガーD・ビュフォードP・ブレアーF・ロビンソン | 打順                 | 守備                 | 選手                 | 打席                 | G・ジェントリーJ・グロートE・クレイン · プールK・ボズウェルW・ギャレットB・ハレルソンC・ジョーンズT・エイジーA・シャムスキー |
| 1                        | 左                       | D・ビュフォード          | 両                       | J・パーマーE・ヘンドリックスB・パウエルD・ジョンソンB・ロビンソンM・ベランガーD・ビュフォードP・ブレアーF・ロビンソン | 1                    | 中                   | T・エイジー          | 右                   | G・ジェントリーJ・グロートE・クレイン · プールK・ボズウェルW・ギャレットB・ハレルソンC・ジョーンズT・エイジーA・シャムスキー |
| 2                        | 中                       | P・ブレアー              | 右                       | J・パーマーE・ヘンドリックスB・パウエルD・ジョンソンB・ロビンソンM・ベランガーD・ビュフォードP・ブレアーF・ロビンソン | 2                    | 三                   | W・ギャレット        | 左                   | G・ジェントリーJ・グロートE・クレイン · プールK・ボズウェルW・ギャレットB・ハレルソンC・ジョーンズT・エイジーA・シャムスキー |
| 3                        | 右                       | F・ロビンソン            | 右                       | J・パーマーE・ヘンドリックスB・パウエルD・ジョンソンB・ロビンソンM・ベランガーD・ビュフォードP・ブレアーF・ロビンソン | 3                    | 左                   | C・ジョーンズ        | 右                   | G・ジェントリーJ・グロートE・クレイン · プールK・ボズウェルW・ギャレットB・ハレルソンC・ジョーンズT・エイジーA・シャムスキー |
| 4                        | 一                       | B・パウエル              | 左                       | J・パーマーE・ヘンドリックスB・パウエルD・ジョンソンB・ロビンソンM・ベランガーD・ビュフォードP・ブレアーF・ロビンソン | 4                    | 右                   | A・シャムスキー      | 左                   | G・ジェントリーJ・グロートE・クレイン · プールK・ボズウェルW・ギャレットB・ハレルソンC・ジョーンズT・エイジーA・シャムスキー |
| 5                        | 三                       | B・ロビンソン            | 右                       | J・パーマーE・ヘンドリックスB・パウエルD・ジョンソンB・ロビンソンM・ベランガーD・ビュフォードP・ブレアーF・ロビンソン | 5                    | 二                   | K・ボズウェル        | 左                   | G・ジェントリーJ・グロートE・クレイン · プールK・ボズウェルW・ギャレットB・ハレルソンC・ジョーンズT・エイジーA・シャムスキー |
| 6                        | 捕                       | E・ヘンドリックス        | 左                       | J・パーマーE・ヘンドリックスB・パウエルD・ジョンソンB・ロビンソンM・ベランガーD・ビュフォードP・ブレアーF・ロビンソン | 6                    | 一                   | E・クレインプール    | 左                   | G・ジェントリーJ・グロートE・クレイン · プールK・ボズウェルW・ギャレットB・ハレルソンC・ジョーンズT・エイジーA・シャムスキー |
| 7                        | 二                       | D・ジョンソン            | 右                       | J・パーマーE・ヘンドリックスB・パウエルD・ジョンソンB・ロビンソンM・ベランガーD・ビュフォードP・ブレアーF・ロビンソン | 7                    | 捕                   | J・グロート          | 右                   | G・ジェントリーJ・グロートE・クレイン · プールK・ボズウェルW・ギャレットB・ハレルソンC・ジョーンズT・エイジーA・シャムスキー |
| 8                        | 遊                       | M・ベランガー            | 右                       | J・パーマーE・ヘンドリックスB・パウエルD・ジョンソンB・ロビンソンM・ベランガーD・ビュフォードP・ブレアーF・ロビンソン | 8                    | 遊                   | B・ハレルソン        | 両                   | G・ジェントリーJ・グロートE・クレイン · プールK・ボズウェルW・ギャレットB・ハレルソンC・ジョーンズT・エイジーA・シャムスキー |
| 9                        | 投                       | J・パーマー              | 右                       | J・パーマーE・ヘンドリックスB・パウエルD・ジョンソンB・ロビンソンM・ベランガーD・ビュフォードP・ブレアーF・ロビンソン | 9                    | 投                   | G・ジェントリー      | 右                   | G・ジェントリーJ・グロートE・クレイン · プールK・ボズウェルW・ギャレットB・ハレルソンC・ジョーンズT・エイジーA・シャムスキー |
| 先発投手                 | 先発投手                 | 先発投手                 | 投球                     | J・パーマーE・ヘンドリックスB・パウエルD・ジョンソンB・ロビンソンM・ベランガーD・ビュフォードP・ブレアーF・ロビンソン | 先発投手             | 先発投手             | 先発投手             | 投球                 | G・ジェントリーJ・グロートE・クレイン · プールK・ボズウェルW・ギャレットB・ハレルソンC・ジョーンズT・エイジーA・シャムスキー |
| J・パーマー              | J・パーマー              | J・パーマー              | 右                       | J・パーマーE・ヘンドリックスB・パウエルD・ジョンソンB・ロビンソンM・ベランガーD・ビュフォードP・ブレアーF・ロビンソン | G・ジェントリー      | G・ジェントリー      | G・ジェントリー      | 右                   | G・ジェントリーJ・グロートE・クレイン · プールK・ボズウェルW・ギャレットB・ハレルソンC・ジョーンズT・エイジーA・シャムスキー |

シリーズは移動日を挟み、舞台をオリオールズの本拠地球場メモリアル・スタジアムからメッツの本拠地シェイ・スタジアムへ移した。この試合の先発投手は、メッツはゲイリー・ジェントリー、オリオールズはジム・パーマー。パーマーは、アマチュア時代のジェントリーの投球を見たことがある。1965年シーズン終了後、パーマーはチームのスカウトから「アリゾナ州に帰ったら、アリゾナ州立大学のレジー・ジャクソンを見ておいたほうがいい」と教えられた。パーマーがその言葉に従い同大野球部の練習試合を視察したところ、ジャクソンは4打数で1本塁打を含む4安打の活躍を見せたが、このとき打ち込まれていた相手投手がジェントリーだったという。ジェントリーは1967年にメッツと契約してプロ入りし、1969年には新人ながら先発ローテーションに定着、この試合でパーマーと投げ合うこととなった。
第2戦と同じく、この日もメッツが先制点を挙げた。初回裏、先頭打者トミー・エイジーがパーマーの投球を捉え、中堅フェンスを越える本塁打とした。初回先頭打者本塁打は、第1戦でオリオールズのドン・ビュフォードが打ったのに続き、今シリーズ2本目である。1シリーズで初回先頭打者本塁打が複数出たのは、これが史上初だった。さらに2回裏には、二死無走者から四球と安打で一・二塁とすると、9番・投手のジェントリーが右中間への適時二塁打で2走者を還し、リードを3点に広げた。ジェントリーはこの年、打撃ではレギュラーシーズンとポストシーズンを合わせて74打数で1打点のみ、この試合まで28打数連続無安打が継続中だった。投球では、最初の3イニングを1与四球のみで無失点とした。
4回表、オリオールズは3番フランク・ロビンソンのチーム初安打をきっかけに、二死一・三塁の好機を作る。6番エルロッド・ヘンドリックスは、左中間へ飛球を放った。中堅手エイジーは守備位置を右中間寄りにとっていたが、背走してこの打球を追い、左中間フェンス手前のウォーニングゾーンで捕球してアウトにした。エイジーはこのプレイについて「空が晴れてなかったから打球はよく見えたけど、追いつけるかどうかはわからなかった。打球に触りさえすればそのまま掴めるとは思った」と振り返った。オリオールズは反撃を阻止され、6回終了までジェントリーから得点を奪えなかった。当時オリオールズのスカウトだったジム・ルッソは、チームが当初、ワールドシリーズの対戦相手としてメッツではなくアトランタ・ブレーブスを想定していた、と1984年に明かした。そのためスカウティングレポートは正確性を欠き、ジェントリーについて「速球は平均レベル」と評価したところ、その速球に手こずって抑えられたという。
6回裏、メッツは7番ジェリー・グロートの適時二塁打で4点差に突き放す。7回表、ジェントリーは二死無走者としたあと制球を乱し、8番マーク・ベランガーからの3者連続与四球で満塁の危機を招いた。メッツはジェントリーを降板させ、2番手にノーラン・ライアンを送った。2番ポール・ブレアーは、ライアンの投球を右中間へ弾き返した。長打性の飛球だったが、中堅手エイジーがダイビングキャッチしてイニングを終わらせた。ブレアーは後年、このプレイについて「負け惜しみじゃないけど、俺ならあれは立ったままでも捕れたよ」とこぼした。その打球に飛び込んだ理由を、エイジーは「風で打球が右翼方向へ流されていってたから」と説明した。4回表のヘンドリックスの一打も7回表のブレアーの一打も、エイジーが捕れていなければ塁上の走者が全て生還していたと思われる。エイジーはこの日、ふたつの好守備で5失点を防ぎ、初回裏の本塁打で1得点をもたらして、ひとりで計6点分の働きをしたといえる。
8回裏、メッツは6番エド・クレインプールのソロ本塁打で5－0とした。ライアンは9回表に二死満塁とされたものの、最後はブレアーを見逃し三振に仕留めて試合を締めた。ライアンは、1966年から1993年までの実働27年で歴代最多の通算5,714奪三振を記録し、1999年には殿堂入りする。しかしワールドシリーズでの登板は、結果的にはこの試合が最初で最後となった。

### 第4戦 10月15日
- シェイ・スタジアム（ニューヨーク州ニューヨーク市クイーンズ区）

|                          | 1 | 2 | 3 | 4 | 5 | 6 | 7 | 8 | 9 | 10 | R | H  | E |
| ------------------------ | - | - | - | - | - | - | - | - | - | -- | - | -- | - |
| ボルチモア・オリオールズ | 0 | 0 | 0 | 0 | 0 | 0 | 0 | 0 | 1 | 0  | 1 | 6  | 1 |
| ニューヨーク・メッツ     | 0 | 1 | 0 | 0 | 0 | 0 | 0 | 0 | 0 | 1x | 2 | 10 | 1 |

1. 勝利：トム・シーバー（1勝1敗）
2. 敗戦：ディック・ホール（1敗）
3. 本塁打
NYM：ドン・クレンデノン2号ソロ
4. 審判
［球審］シャグ・クロフォード（NL）
［塁審］一塁: ルー・ディミュロ（AL）、二塁: リー・ウェイヤー（NL）、三塁: ハンク・ソアー（AL）
［外審］左翼: フランク・セコリー（NL）、右翼: ラリー・ナップ（AL）
5. 昼間試合  試合時間: 2時間33分  観客: 5万7367人
詳細: MLB.com Gameday / Baseball-Reference.com

| ボルチモア・オリオールズ | ボルチモア・オリオールズ | ボルチモア・オリオールズ | ボルチモア・オリオールズ | ボルチモア・オリオールズ                                                                                                | ニューヨーク・メッツ | ニューヨーク・メッツ | ニューヨーク・メッツ | ニューヨーク・メッツ | ニューヨーク・メッツ                                                                                             |
| ------------------------ | ------------------------ | ------------------------ | ------------------------ | --- | -------------------- | -------------------- | -------------------- | -------------------- | --- |
| 打順                     | 守備                     | 選手                     | 打席                     | M・クェイヤーE・ヘンドリックスB・パウエルD・ジョンソンB・ロビンソンM・ベランガーD・ビュフォードP・ブレアーF・ロビンソン | 打順                 | 守備                 | 選手                 | 打席                 | T・シーバーJ・グロートD・クレン · デノンA・ワイスE・チャールズB・ハレルソンC・ジョーンズT・エイジーR・スウォボダ |
| 1                        | 左                       | D・ビュフォード          | 両                       | M・クェイヤーE・ヘンドリックスB・パウエルD・ジョンソンB・ロビンソンM・ベランガーD・ビュフォードP・ブレアーF・ロビンソン | 1                    | 中                   | T・エイジー          | 右                   | T・シーバーJ・グロートD・クレン · デノンA・ワイスE・チャールズB・ハレルソンC・ジョーンズT・エイジーR・スウォボダ |
| 2                        | 中                       | P・ブレアー              | 右                       | M・クェイヤーE・ヘンドリックスB・パウエルD・ジョンソンB・ロビンソンM・ベランガーD・ビュフォードP・ブレアーF・ロビンソン | 2                    | 遊                   | B・ハレルソン        | 両                   | T・シーバーJ・グロートD・クレン · デノンA・ワイスE・チャールズB・ハレルソンC・ジョーンズT・エイジーR・スウォボダ |
| 3                        | 右                       | F・ロビンソン            | 右                       | M・クェイヤーE・ヘンドリックスB・パウエルD・ジョンソンB・ロビンソンM・ベランガーD・ビュフォードP・ブレアーF・ロビンソン | 3                    | 左                   | C・ジョーンズ        | 右                   | T・シーバーJ・グロートD・クレン · デノンA・ワイスE・チャールズB・ハレルソンC・ジョーンズT・エイジーR・スウォボダ |
| 4                        | 一                       | B・パウエル              | 左                       | M・クェイヤーE・ヘンドリックスB・パウエルD・ジョンソンB・ロビンソンM・ベランガーD・ビュフォードP・ブレアーF・ロビンソン | 4                    | 一                   | D・クレンデノン      | 右                   | T・シーバーJ・グロートD・クレン · デノンA・ワイスE・チャールズB・ハレルソンC・ジョーンズT・エイジーR・スウォボダ |
| 5                        | 三                       | B・ロビンソン            | 右                       | M・クェイヤーE・ヘンドリックスB・パウエルD・ジョンソンB・ロビンソンM・ベランガーD・ビュフォードP・ブレアーF・ロビンソン | 5                    | 右                   | R・スウォボダ        | 右                   | T・シーバーJ・グロートD・クレン · デノンA・ワイスE・チャールズB・ハレルソンC・ジョーンズT・エイジーR・スウォボダ |
| 6                        | 捕                       | E・ヘンドリックス        | 左                       | M・クェイヤーE・ヘンドリックスB・パウエルD・ジョンソンB・ロビンソンM・ベランガーD・ビュフォードP・ブレアーF・ロビンソン | 6                    | 三                   | E・チャールズ        | 右                   | T・シーバーJ・グロートD・クレン · デノンA・ワイスE・チャールズB・ハレルソンC・ジョーンズT・エイジーR・スウォボダ |
| 7                        | 二                       | D・ジョンソン            | 右                       | M・クェイヤーE・ヘンドリックスB・パウエルD・ジョンソンB・ロビンソンM・ベランガーD・ビュフォードP・ブレアーF・ロビンソン | 7                    | 捕                   | J・グロート          | 右                   | T・シーバーJ・グロートD・クレン · デノンA・ワイスE・チャールズB・ハレルソンC・ジョーンズT・エイジーR・スウォボダ |
| 8                        | 遊                       | M・ベランガー            | 右                       | M・クェイヤーE・ヘンドリックスB・パウエルD・ジョンソンB・ロビンソンM・ベランガーD・ビュフォードP・ブレアーF・ロビンソン | 8                    | 二                   | A・ワイス            | 両                   | T・シーバーJ・グロートD・クレン · デノンA・ワイスE・チャールズB・ハレルソンC・ジョーンズT・エイジーR・スウォボダ |
| 9                        | 投                       | M・クェイヤー            | 左                       | M・クェイヤーE・ヘンドリックスB・パウエルD・ジョンソンB・ロビンソンM・ベランガーD・ビュフォードP・ブレアーF・ロビンソン | 9                    | 投                   | T・シーバー          | 右                   | T・シーバーJ・グロートD・クレン · デノンA・ワイスE・チャールズB・ハレルソンC・ジョーンズT・エイジーR・スウォボダ |
| 先発投手                 | 先発投手                 | 先発投手                 | 投球                     | M・クェイヤーE・ヘンドリックスB・パウエルD・ジョンソンB・ロビンソンM・ベランガーD・ビュフォードP・ブレアーF・ロビンソン | 先発投手             | 先発投手             | 先発投手             | 投球                 | T・シーバーJ・グロートD・クレン · デノンA・ワイスE・チャールズB・ハレルソンC・ジョーンズT・エイジーR・スウォボダ |
| M・クェイヤー            | M・クェイヤー            | M・クェイヤー            | 左                       | M・クェイヤーE・ヘンドリックスB・パウエルD・ジョンソンB・ロビンソンM・ベランガーD・ビュフォードP・ブレアーF・ロビンソン | T・シーバー          | T・シーバー          | T・シーバー          | 右                   | T・シーバーJ・グロートD・クレン · デノンA・ワイスE・チャールズB・ハレルソンC・ジョーンズT・エイジーR・スウォボダ |

当時、アメリカ合衆国はベトナム戦争に軍事介入していた。反戦運動家たちはこの日、全米各地で抗議集会 "Moratorium to End the War in Vietnam" を実施した。ニューヨーク州ニューヨークでは市長のジョン・リンゼイが活動を支持し、戦死者を悼むためにこの日、シェイ・スタジアムを含む市の管理施設では半旗を掲げるよう指示した。しかしMLB機構コミッショナーのボウイ・キューンがこれを覆し、球場の旗は最上位まで掲げられた。元々はキューンもリンゼイに同調していたが、合衆国商船大学音楽隊が半旗掲揚に反対し、試合式典への参加ボイコットをちらつかせたため、やむなく立場を変えたとされる。
メッツの先発投手トム・シーバーも反戦を支持していた。この日、シェイ・スタジアムの場内アナウンスでシーバーが紹介されると、本拠地であるにもかかわらず、客席の一部からはブーイングが発生した。そのような雰囲気にもかかわらずシーバーが最初の2イニングを無失点に封じたあと、メッツは2回裏に先頭打者ドン・クレンデノンの本塁打で先制した。3回表、オリオールズ先頭打者マーク・ベランガーの打席で、シーバーが投じた低めへの投球を、球審のシャグ・クロフォードはストライクと判定した。これに対し、監督のアール・ウィーバーがダグアウトから出てきたところ、クロフォードによって退場処分を受けた。ウィーバーは「ベンチから『今のは入ってないよ』と野次ったら彼が言い返してきたけど、何を言ったかまではわからなかった。だから何と言ったのか訊こうと思って、ベンチから出て『シャグ、……』と名前を呼んだだけで退場させられた」と抗議の意思を否定したが、クロフォードは「ウィーバーは俺を試しに来たんだ、ただ『ハロー』と声をかけるために出ては来ない」と見なしていた。ワールドシリーズでの退場処分は、1959年にロサンゼルス・ドジャースのチャック・ドレッセンが受けて以来10年ぶりである。ベランガーは右前打で出塁し、これをきっかけにオリオールズは二死二・三塁としたが、3番フランク・ロビンソンが一邪飛に倒れた。
ここから試合は膠着する。シーバーも、オリオールズの先発投手マイク・クェイヤーも、3回以降は相手打線を封じ、1－0のまま試合は終盤へ進んでいった。8回表、一死無走者でクェイヤーに打順がまわり、代打にデーブ・メイが起用されてクェイヤーが先に降板した。その裏、同じく一死無走者でメッツは9番シーバーに代打を出さず、9回表も続投させた。その回、オリオールズは3番F・ロビンソンからの連打で一死一・三塁と好機を迎える。5番ブルックス・ロビンソンが2球目をライナーで右方向へ弾き返し、右翼手ロン・スウォボダはダイビングキャッチを試みた。スウォボダは打球に届くかどうか自信がなく、B・ロビンソンは打球が捕られなければ逆転の2点三塁打になると考えていた。しかし打球はスウォボダの左手のグラブに収まり、三塁走者F・ロビンソンがタッチアップから生還して同点の犠牲フライにこそなったものの、逆転は阻止された。シーバーが6番エルロッド・ヘンドリックスを右直に打ち取って3アウト目を奪い、その裏メッツも二死一・三塁としながら無得点に終わったため、試合は1－1で延長戦に突入した。
延長10回表もシーバーは続投し、二死一・三塁の危機を無失点で凌いだ。その裏、オリオールズの3番手投手ディック・ホールに対し、メッツの先頭打者ジェリー・グロートが左翼手と遊撃手の間に落ちる二塁打で出塁した。代走にロッド・ガスパーが送られ、次打者アル・ワイスは敬遠される。9番シーバーの打順で、メッツは代打に左のJ.C.マーティンを起用し、オリオールズも投手を左のピート・リッカートに代えた。マーティンによればこのとき、左対左となったことで、監督のギル・ホッジスから「作戦変更だ、バントでいくぞ」と告げられたという。マーティンは初球を一塁方向へ転がした。リッカートと捕手ヘンドリックスがほぼ同時にこの打球へ追いつき、リッカートが素手で捕って一塁へ送球した。しかしこの送球が打者走者マーティンの左手首に当たって逸れ、その間に二塁走者ガスパーが生還し、メッツがサヨナラ勝利でシリーズ制覇に王手をかけた。ただし、このときマーティンが一塁線の内側を走っていたことが、写真で確認できる。したがって、審判が守備妨害でマーティンをアウトにしていてもおかしくはなかった。実際に球審のクロフォードは後年、息子で同じくMLB審判員のジェリーとこのプレイについて議論し、一塁塁審ルー・ディミュロがマーティンにアウトを宣告して一死一・二塁で再開すべきだった、との結論に至ったという。
シーバーはこの日、延長10回完投で勝利投手となった。ワールドシリーズで先発投手が10イニング投げるというのは、このあとは1991年シリーズ第7戦でジャック・モリスが達成するまで22年間途絶える記録である。ベトナム戦争についてシーバーは、記者に「俺は反対しているし、人命を危険に晒さないように一刻も早く撤退してほしい」と断言したうえ、12月31日付『ニューヨーク・タイムズ』には妻ナンシーと連名で反戦広告を出稿した。

### 第5戦 10月16日
- シェイ・スタジアム（ニューヨーク州ニューヨーク市クイーンズ区）

|                          | 1 | 2 | 3 | 4 | 5 | 6 | 7 | 8 | 9 | R | H | E |
| ------------------------ | - | - | - | - | - | - | - | - | - | - | - | - |
| ボルチモア・オリオールズ | 0 | 0 | 3 | 0 | 0 | 0 | 0 | 0 | 0 | 3 | 5 | 2 |
| ニューヨーク・メッツ     | 0 | 0 | 0 | 0 | 0 | 2 | 1 | 2 | X | 5 | 7 | 0 |

1. 勝利：ジェリー・クーズマン（2勝）
2. 敗戦：エディ・ワット（1敗）
3. 本塁打
BAL：デーブ・マクナリー1号2ラン、フランク・ロビンソン1号ソロ
NYM：ドン・クレンデノン3号2ラン、アル・ワイス1号ソロ
4. 審判
［球審］ルー・ディミュロ（AL）
［塁審］一塁: リー・ウェイヤー（NL）、二塁: ハンク・ソアー（AL）、三塁: フランク・セコリー（NL）
［外審］左翼: ラリー・ナップ（AL）、右翼: シャグ・クロフォード（NL）
5. 昼間試合  試合時間: 2時間14分  観客: 5万7397人
詳細: MLB.com Gameday / Baseball-Reference.com

| ボルチモア・オリオールズ | ボルチモア・オリオールズ | ボルチモア・オリオールズ | ボルチモア・オリオールズ | ボルチモア・オリオールズ                                                                                              | ニューヨーク・メッツ | ニューヨーク・メッツ | ニューヨーク・メッツ | ニューヨーク・メッツ | ニューヨーク・メッツ                                                                                               |
| ------------------------ | ------------------------ | ------------------------ | ------------------------ | --- | -------------------- | -------------------- | -------------------- | -------------------- | --- |
| 打順                     | 守備                     | 選手                     | 打席                     | D・マクナリーA・エチェバレンB・パウエルD・ジョンソンB・ロビンソンM・ベランガーD・ビュフォードP・ブレアーF・ロビンソン | 打順                 | 守備                 | 選手                 | 打席                 | J・クーズマンJ・グロートD・クレン · デノンA・ワイスE・チャールズB・ハレルソンC・ジョーンズT・エイジーR・スウォボダ |
| 1                        | 左                       | D・ビュフォード          | 両                       | D・マクナリーA・エチェバレンB・パウエルD・ジョンソンB・ロビンソンM・ベランガーD・ビュフォードP・ブレアーF・ロビンソン | 1                    | 中                   | T・エイジー          | 右                   | J・クーズマンJ・グロートD・クレン · デノンA・ワイスE・チャールズB・ハレルソンC・ジョーンズT・エイジーR・スウォボダ |
| 2                        | 中                       | P・ブレアー              | 右                       | D・マクナリーA・エチェバレンB・パウエルD・ジョンソンB・ロビンソンM・ベランガーD・ビュフォードP・ブレアーF・ロビンソン | 2                    | 遊                   | B・ハレルソン        | 両                   | J・クーズマンJ・グロートD・クレン · デノンA・ワイスE・チャールズB・ハレルソンC・ジョーンズT・エイジーR・スウォボダ |
| 3                        | 右                       | F・ロビンソン            | 右                       | D・マクナリーA・エチェバレンB・パウエルD・ジョンソンB・ロビンソンM・ベランガーD・ビュフォードP・ブレアーF・ロビンソン | 3                    | 左                   | C・ジョーンズ        | 右                   | J・クーズマンJ・グロートD・クレン · デノンA・ワイスE・チャールズB・ハレルソンC・ジョーンズT・エイジーR・スウォボダ |
| 4                        | 一                       | B・パウエル              | 左                       | D・マクナリーA・エチェバレンB・パウエルD・ジョンソンB・ロビンソンM・ベランガーD・ビュフォードP・ブレアーF・ロビンソン | 4                    | 一                   | D・クレンデノン      | 右                   | J・クーズマンJ・グロートD・クレン · デノンA・ワイスE・チャールズB・ハレルソンC・ジョーンズT・エイジーR・スウォボダ |
| 5                        | 三                       | B・ロビンソン            | 右                       | D・マクナリーA・エチェバレンB・パウエルD・ジョンソンB・ロビンソンM・ベランガーD・ビュフォードP・ブレアーF・ロビンソン | 5                    | 右                   | R・スウォボダ        | 右                   | J・クーズマンJ・グロートD・クレン · デノンA・ワイスE・チャールズB・ハレルソンC・ジョーンズT・エイジーR・スウォボダ |
| 6                        | 二                       | D・ジョンソン            | 右                       | D・マクナリーA・エチェバレンB・パウエルD・ジョンソンB・ロビンソンM・ベランガーD・ビュフォードP・ブレアーF・ロビンソン | 6                    | 三                   | E・チャールズ        | 右                   | J・クーズマンJ・グロートD・クレン · デノンA・ワイスE・チャールズB・ハレルソンC・ジョーンズT・エイジーR・スウォボダ |
| 7                        | 捕                       | A・エチェバレン          | 左                       | D・マクナリーA・エチェバレンB・パウエルD・ジョンソンB・ロビンソンM・ベランガーD・ビュフォードP・ブレアーF・ロビンソン | 7                    | 捕                   | J・グロート          | 右                   | J・クーズマンJ・グロートD・クレン · デノンA・ワイスE・チャールズB・ハレルソンC・ジョーンズT・エイジーR・スウォボダ |
| 8                        | 遊                       | M・ベランガー            | 右                       | D・マクナリーA・エチェバレンB・パウエルD・ジョンソンB・ロビンソンM・ベランガーD・ビュフォードP・ブレアーF・ロビンソン | 8                    | 二                   | A・ワイス            | 両                   | J・クーズマンJ・グロートD・クレン · デノンA・ワイスE・チャールズB・ハレルソンC・ジョーンズT・エイジーR・スウォボダ |
| 9                        | 投                       | D・マクナリー            | 右                       | D・マクナリーA・エチェバレンB・パウエルD・ジョンソンB・ロビンソンM・ベランガーD・ビュフォードP・ブレアーF・ロビンソン | 9                    | 投                   | J・クーズマン        | 右                   | J・クーズマンJ・グロートD・クレン · デノンA・ワイスE・チャールズB・ハレルソンC・ジョーンズT・エイジーR・スウォボダ |
| 先発投手                 | 先発投手                 | 先発投手                 | 投球                     | D・マクナリーA・エチェバレンB・パウエルD・ジョンソンB・ロビンソンM・ベランガーD・ビュフォードP・ブレアーF・ロビンソン | 先発投手             | 先発投手             | 先発投手             | 投球                 | J・クーズマンJ・グロートD・クレン · デノンA・ワイスE・チャールズB・ハレルソンC・ジョーンズT・エイジーR・スウォボダ |
| D・マクナリー            | D・マクナリー            | D・マクナリー            | 左                       | D・マクナリーA・エチェバレンB・パウエルD・ジョンソンB・ロビンソンM・ベランガーD・ビュフォードP・ブレアーF・ロビンソン | J・クーズマン        | J・クーズマン        | J・クーズマン        | 左                   | J・クーズマンJ・グロートD・クレン · デノンA・ワイスE・チャールズB・ハレルソンC・ジョーンズT・エイジーR・スウォボダ |

この試合では、オリオールズが4試合ぶりに先制する。3回表、先頭打者マーク・ベランガーが右前打で出塁し、打順は9番・投手のデーブ・マクナリーにまわった。この場面、メッツの先発投手ジェリー・クーズマンも、打席に向かうマクナリーも、ともに犠牲バントを予想していた。しかしオリオールズ監督のアール・ウィーバーがバントの指示を取り止め、マクナリーに打たせることにしたため、マクナリーは驚いたという。クーズマンは、マクナリーにバントを打ち上げさせてあわよくば併殺とするため、高めに速球を投げ込んだ。その結果、マクナリーのスウィングが投球を捉え、左翼フェンスを越える2点本塁打となった。シリーズ史上、投手による本塁打は延べ11人目・12本目である。この回さらに二死後、3番フランク・ロビンソンもソロ本塁打を放ち、オリオールズが3点を先制した。クーズマンはこの回を終えてダグアウトへ戻ると「オーケー、みんな、もうこれ以上は点をやらない！」と宣言した。
メッツ打線は6回裏に反撃する。先頭打者クレオン・ジョーンズに対しマクナリーが投じた初球、カーブがすっぽ抜けてジョーンズの足元を襲い、跳ねて一塁側のメッツのダグアウトに飛び込んだ。ジョーンズは死球を確信して一塁へ歩こうとしたが、球審ルー・ディミュロはジョーンズに打席へ戻るよう命じた。ここでメッツ監督のギル・ホッジスがボールを手にダグアウトから出てきて、ボールに靴墨が付着しているのを見せると、ディミュロは判定を覆してジョーンズの死球出塁を認めた。この判定変更にウィーバーらオリオールズ側は抗議したが、再変更はなく無死一塁で試合が再開された。ただ、ウィーバーが「ボールは一度メッツのダグアウトに入ったから、メッツ側は細工が可能」と指摘したのはその通りで、実際にダグアウト内でクーズマンがボールを拾うと、ホッジスはそのボールを靴にこすりつけさせてから受け取っていた。ボールは判定変更直後に交換へ出されたため、ボールに付着していた靴墨がジョーンズのものかクーズマンのものかは、今となっては謎である。再開直後、次打者ドン・クレンデノンに本塁打が出て、メッツは1点差に詰め寄った。
クーズマンは宣言通りに4回以降はオリオールズの追加点を許しておらず、味方打線に追い上げてもらった直後の7回表も三者凡退に封じた。その裏、メッツは先頭打者アル・ワイスの本塁打で同点に追いついた。ワイスは1962年にシカゴ・ホワイトソックスでデビューして以来8年間、本拠地球場で本塁打を放った経験がなく「二塁に向かうところで歓声が聞こえてきて、何かしら起こったんだとはわかったが、どう反応すればいいのかわからなかった。単打や二塁打ならわかるんだけどな」と話した。さらに8回裏、オリオールズが2番手エディ・ワットを登板させると、メッツは先頭打者ジョーンズの二塁打で得点圏に走者を出塁させる。一死後、5番ロン・スウォボダは左翼方向へ飛球を打ち上げた。これを左翼手ドン・ビュフォードが追い、最後は逆シングルの体勢でグラブを伸ばしたが届かず、適時二塁打となってジョーンズが勝ち越しのホームを踏んだ。このあと7番ジェリー・グロートの一ゴロにオリオールズの失策が重なってスウォボダも生還し、メッツは2点のリードを得て初優勝まで残り1イニングに迫った。
クーズマンは第2戦で先発登板したとき、完投勝利まであと1アウトとしながら、連続四球でマウンドを降りざるを得なかったことを悔やんでいた。それから4日後のこの日、9回表のマウンドに上がると、先頭打者F・ロビンソンに四球を与えたものの、4番ブーグ・パウエルと5番ブルックス・ロビンソンを打ち取る。そして最後、デービー・ジョンソンが左方向へ打ち上げた。クーズマンは「大歓声で打球音が聞こえず、振り返ったら（左翼手の）ジョーンズが下がるのが見えたから『神様、頼むから本塁打は勘弁してくれ』と思った」という。ジョーンズが芝とウォーニングゾーンの境目あたりで足を止めて打球を捕り、左飛で試合終了、クーズマンが第2戦の悔しさを晴らすとともにメッツの初優勝が決まった。試合終了と同時に、大勢の観客がグラウンドへ雪崩込んで喜びを露わにした。狂乱は30分近く続き、フィールドの芝はところどころ剥げ、本塁やマウンドのあたりはボコボコに荒れ、仮設スタンドの回転椅子は外されて持ち去られそうになったのを警察によって回収され、24人の負傷者が報告された。スウォボダは、優勝以上に素晴らしいことが「あるとすれば、月に行くことぐらいかな」と、7月のアポロ11号による人類初の月面着陸を引き合いに出して喜びを表現した。

## シリーズ終了後

### 優勝記念パレード

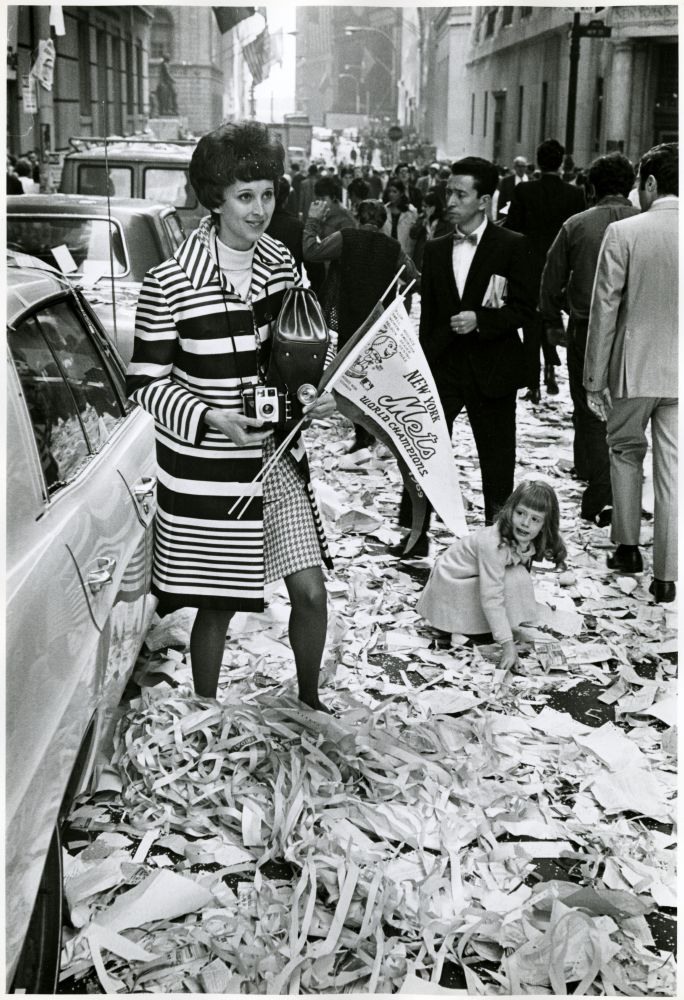
優勝記念パレード当日のニューヨークの様子。地面一面をティッカー・テープや紙吹雪が埋め尽くした

10月20日、ニューヨーク州ニューヨークでメッツの優勝記念パレードが開催された。今回のような大規模なパレードは、ストックティッカーの情報を印字するための紙テープなどが細かく裁断されて紙吹雪として舞い散らされることから、ティッカー・テープ・パレードと呼ばれる。同市ロウアー・マンハッタンの事業改善地区運営組合 "アライアンス・フォー・ダウンタウン・ニューヨーク" によると、今回のメッツ優勝記念パレードは同市の歴史上、1886年10月28日に自由の女神像除幕記念で初めて行われて以来184回目、1969年内では3回目のティッカー・テープ・パレードである。
先に行われた2回のティッカー・テープ・パレードは、いずれも宇宙飛行士の地球帰還を祝うものだった。当時は冷戦まっただ中、アメリカ合衆国とソビエト連邦は国家の威信をかけて宇宙開発競争を繰り広げていた。米国は1961年、有人宇宙飛行の初成功でソ連に先行されると、人類を月へ到達させるべく "アポロ計画" を本格始動させた。その結果、1968年12月のアポロ8号は人類を搭載した宇宙船による月の周回に、1969年7月のアポロ11号は人類の月面着陸に、それぞれソ連より先に成功した。これを受けて、1969年の1月10日にはフランク・ボーマンら8号の宇宙飛行士3人が、8月13日にはニール・アームストロングら11号の宇宙飛行士3人が、いずれもティッカー・テープ・パレードで祝福された。この2回のパレードと今回のメッツ優勝記念パレードとの規模を比較する数字として、市の衛生局が測定した、パレード終了後に回収されたゴミの総重量、つまりどれほどの量の紙吹雪が降り注いだかというものがある。それによると1月10日が122トン、8月13日が300トンだったのに対して、メッツのパレードは1,254.6トンだった。
このパレードについて日本では、地元メディアの天気予報が当日の空模様を「晴れ、ところにより紙吹雪」と伝えた、との逸話が定着している。今シリーズから半世紀を経てもなお、スポーツチームがパレードを行うときにこの言い回しを使う予報士は後を絶たない。ただ社会学者の伊藤茂樹によると、この「ところにより紙吹雪」という表現にかかる状況は、もともとはパレード開催日に関する予報上の晴天ではなく、メッツが優勝した瞬間の実際の曇天だったという。伊藤は、メッツ優勝に際し気象と紙吹雪を結びつけた日本で最初の活字報道が『毎日新聞』10月17日付夕刊、つまりシリーズ決着直後の紙面における「ニューヨーク気象台は『ニューヨーク地方本日くもり。ただしところにより紙吹雪が降っています』としゃれのめした」という一文だったと指摘し、それが「日本人の耳には新鮮だった」ために日本で語り継がれ「秋晴れの空に紙吹雪が舞う光景の方が美しいので、いつの間にか」変化したのだろうと推察している。

### 17年後のメッツ2度目の優勝
今シリーズは、メッツのジェリー・クーズマンがオリオールズのデービー・ジョンソンを左飛に打ち取る、というプレイで締めくくられた。このあとジョンソンは、オリオールズを含むMLB4球団や日本プロ野球・読売ジャイアンツなどを経て、1978年シーズン終了後に現役を引退し指導者に転向、1984年からはメッツの監督に就任した。クーズマンは1978年12月、マイナーリーガー1人＋後日発表選手1人とのトレードでミネソタ・ツインズへ移籍した。この後日発表選手として、翌1979年2月にジェシー・オロスコがメッツへ加入した。メッツは1986年、17年ぶり2度目のワールドシリーズ優勝を果たす。そのとき指揮を執っていたのがジョンソンであり、最後を締めた投手がオロスコだった。また、1969年優勝メンバーのなかでは、バド・ハレルソンが1986年シリーズでメッツの三塁コーチを務めていた。1969年と1986年の優勝をいずれもユニフォーム組として経験したのはハレルソンだけである。